# Báldovin
Báldovin románul: Baldovin, település Romániában, Erdélyben, Hunyad megyében.

## Fekvése
Körösbányától északra, a Fehér-Körös jobb partján, a Vaskoh felé vezető úton fekvő település.

## Története
Báldovin egykor Zaránd vármegyéhez tartozott. Nevét 1464-ben említette először oklevél Baldomenfalwa néven. 1525-ben Baldowin néven írták, és a világosi várhoz tartozott. 1808-ban Baldovin, Baldowing, 1913-ban Báldovin néven írták.
A trianoni békeszerződés előtt Hunyad vármegye Körösbányai járásához tartozott. 1910-ben 256 ortodox keresztény lakosa volt.